# 江南市立布袋小学校
江南市立布袋小学校（こうなんしりつ ほていしょうがっこう）は愛知県江南市布袋下山町にある公立の小学校。

## 沿革
- 1872年（明治5年） - 丹羽郡小折村に輯軌学校が開校。般若寺[注釈 1]を仮校舎とする。小折村南部の児童が通学する。
- 1873年（明治6年）
  - 9月20日 - 丹羽郡小折村に啓明学校が開校。松岩寺[注釈 2]を仮校舎とする。小折村北部の児童が通学する。
  - （時期不明） - 丹羽郡中奈良村に応化学校が開校。
- 1876年（明治9年） - 応化学校が奈良学校に改称する。
- 1878年（明治11年） - 小折村が分離し、小折村と布袋野村になる。輯軌学校は布袋野学校に、啓明学校は小折学校に改称する。
- 1880年（明治13年） - 小折村に丹羽郡葉栗郡第二番高等小学校が開校する。
- 1882年（明治15年） - 布袋野学校が校舎を新築し、移転。同時に五明学校に改称する。
- 1884年（明治17年） - 小折学校が校舎を新築し、移転。
- 1885年（明治18年） - 丹羽郡葉栗郡第一番高等小学校（稲置村(=犬山町）)、丹羽郡葉栗郡第二番高等小学校（小折村）、丹羽郡葉栗郡第三番高等小学校（島村）を統合し、公立涵養学校となる。小折村に設置。
- 1886年（明治19年） -
  - 五明学校と小折学校を統合し、尋常小学小折学校に改称する。校区は小折村、五明村、曽本村、布袋野村。
  - 奈良学校が赤童子学校に統合される。
- 1887年（明治20年） -
  - 尋常小学小折学校が稲木学校を統合する。旧・稲木学校は尋常小学小折学校秋津分校に改称する。
  - 公立涵養学校が第一番高等小学校（小折村）、第二番高等小学校（稲置村(犬山町）)、第三番高等小学校（島村）に分立する。
- 1889年（明治22年）
  - （時期不明） - 第一番高等小学校、第二番高等小学校、第三番高等小学校を統合し、小折村に丹羽郡葉栗郡高等小学校を設置。
  - 10月1日 -  丹羽郡小折村、布袋野村、五明村、曽本村が合併し、小折村が発足。
  - 10月1日 -  赤童子村、木賀村、中奈良村が合併し、栄村が発足。
  - 10月1日 - 尾崎村、石枕村、北野村、山王村、安良村、寄木村、東大海道村、力長村、今市場村が合併し、秋津村が発足。
- 1892年（明治25年）10月 -
  - 尋常小学小折学校が小折尋常小学校に改称する。校区は小折村、五明村、曽本村、布袋野村。
  - 秋津分校が秋津尋常小学校として独立する。校区は寄木村、安良村、山王村、北野村、石枕村、尾崎村、今市場村、力長村、東大海道村。
- 1894年（明治27年）11月26日 - 小折村が町制施行し、布袋町になる。
- 1902年（明治35年） - 新校舎が完成する。
- 1906年（明治39年）5月1日 - 布袋町に秋津村の一部（旧・安良村、寄木村、東大海道村、力長村、今市場村）、栄村の一部（旧･木賀村、中奈良村）が編入される。木賀、中奈良が小折尋常小学校校区に加わる。
- 1907年（明治40年） - 布袋第一尋常小学校に改称する。
- 1908年（明治41年）3月31日 - 布袋第一尋常小学校と丹羽郡葉栗郡高等小学校を統合し、布袋尋常高等小学校となる。
- 1916年（大正5年）1月 - 布袋実業補習学校を併設する。
- 1919年（大正8年）11月 - 布袋農業業補習学校を併設する。
- 1926年（大正15年）7月 - 青年訓練所を併設する。
- 1941年（昭和16年）4月1日 - 布袋国民学校に改称する。
- 1947年（昭和22年）4月1日 - 布袋町立布袋小学校に改称する。
- 1954年（昭和29年）6月1日 - 布袋町と丹羽郡古知野町、葉栗郡宮田町、草井村が合併し、江南市が発足。同時に江南市立布袋小学校に改称する。
- 1969年（昭和44年） - 新校舎（鉄筋コンクリート造）が完成する。
- 1970年（昭和45年） - 校舎（鉄筋コンクリート造）を増築する。
- 1971年（昭和46年） - 校舎（鉄筋コンクリート造）を増築する。
- 1979年（昭和54年） - 校舎（鉄筋コンクリート造）を増築する。
- 1983年（昭和58年） - プールが完成する。
- 1984年（昭和59年） - 体育館が完成する。
- 2020年  (令和2年)  - 新型ウイルスにより三月〜五月を休校とする。
- 2021年（令和3年） - 北舎と南舎のトイレの改装工事を行う。

## 通学区域
- 布袋町、布袋下山町、小郷町、小折町、田代町、天王町、北山町、南山町、小折本町、小折東町、曽本町、五明町、中奈良町、木賀町、木賀本郷町、寄木町の一部（天道、白山の一部、秋葉の一部、稲木の一部を除く）[1]。

## 進学先中学校
- 江南市立布袋中学校

## 交通アクセス
- 名鉄犬山線布袋駅下車、徒歩約8分。

## 周辺施設
- 江南市立布袋中学校
- 愛知県立尾北高等学校
- 江南市布袋支所（ふれあい会館）
- 布袋駅
- 江南保健所
- ピアゴ布袋店
- 江南警察署
- 布袋大仏
- 五条川
- 青木川
- 和菓子店大口屋本店